# Municipio de Benton (condado de Newton)
El municipio de Benton (en inglés: Benton Township) es un municipio ubicado en el condado de Newton en el estado estadounidense de Misuri. En el año 2010 tenía una población de 681 habitantes y una densidad poblacional de 8,08 personas por km².

## Geografía
El municipio de Benton se encuentra ubicado en las coordenadas 36°47′27″N 94°15′39″O / 36.79083, -94.26083. Según la Oficina del Censo de los Estados Unidos, el municipio tiene una superficie total de 84.29 km², de la cual 84,1 km² corresponden a tierra firme y (0,22 %) 0,18 km² es agua.

## Demografía
Según el censo de 2010, había 681 personas residiendo en el municipio de Benton. La densidad de población era de 8,08 hab./km². De los 681 habitantes, el municipio de Benton estaba compuesto por el 91,63 % blancos, el 3,23 % eran amerindios, el 2,79 % eran asiáticos, el 0,15 % eran de otras razas y el 2,2 % eran de una mezcla de razas. Del total de la población el 1,76 % eran hispanos o latinos de cualquier raza.